# Opuntia curassavica
Opuntia curassavica ist eine Pflanzenart in der Gattung der Opuntien (Opuntia) aus der Familie der Kakteengewächse (Cactaceae). Das Artepitheton curassavica verweist auf das Vorkommen der Art auf der Karibikinsel Curaçao.

## Beschreibung
Opuntia curassavica wächst strauchig mit häufig kriechenden oder hängenden Zweigen. Die ovalen bis länglichen merklich abgeflachten Triebabschnitte sind hellgrün, 2 bis 5 Zentimeter lang und ziemlich dick. Die kleinen Laubblätter fallen frühzeitig ab. Die kleinen Areolen tragen weiße Wolle und Haare. Glochiden bilden sich erst spät aus. Die  4 bis vielen nadelartigen Dornen sind gelblich und werden im Alter weißlich. Sie sind bis zu 2,5 Zentimeter lang.
Die gelben Blüten besitzen einen rötlichen Farbton und werden bis zu 5 Zentimeter lang.

## Verbreitung, Systematik und Gefährdung
Opuntia curassavica ist auf den Kleinen Antillen, in Kolumbien und Venezuela verbreitet.
Die Erstbeschreibung als Cactus curassavicus erfolgte 1753 in Species Plantarum durch Carl von Linné. Philip Miller ordnete die Art 1768 der von ihm aufgestellten Gattung Opuntia zu.
In der Roten Liste gefährdeter Arten der IUCN wird die Art als „Near Threatened (NT)“, d. h. gering gefährdet geführt. Die zukünftige Entwicklung der Populationen ist unbekannt.

## Nachweise